# Ананьевка (Северо-Казахстанская область)
Ананьевка (каз. Ананьевка) — упразднённое село в Тимирязевском районе Северо-Казахстанской области Казахстана. На момент упразднения входило в состав Хмельницкого сельсовет. Ликвидировано в 1998 году.

## География
Располагалось у озера Кумдыколь, в 14,5 км (по прямой) к северо-востоку от центра сельского поселения  села Хмельницкое.

## История
Указом ПВС Казахской ССР от 16.08.1971 года посёлку отделения № 3 совхоза «Хмельницкий» присвоено наименование село Ананьевка.
Совместным решением 19 сессии Северо-Казахстанского областного Маслихата и Акима области от 30 октября 1998 года N 19/10-241 село исключено из учётных данных.